# لیتوانی
لیتوانی (به لیتوانیایی: Lietuvos) با نام رسمی جمهوری لیتوانی (به لیتوانیایی: Lietuvos Respublika) کشوری در منطقه بالتیک در اروپا است. لیتوانی یکی از سه کشور بالتیک، در کرانهٔ خاوری دریای بالتیک است و از شمال با لتونی، از جنوب و شرق با بلاروس، از جنوب با لهستان و از جنوب‌غربی با منطقهٔ برون‌بوم‌مانندِ روسیه، استان کالینینگراد هم‌مرز است. لیتوانی همچنین از غرب با سوئد مرز آبی دارد. لیتوانی حدود ۶۵٬۳۰۰ کیلومتر مربع (۲۵٬۲۰۰ مایل مربع) مساحت و ۲٬۹ میلیون تن جمعیت دارد. پایتخت و بزرگ‌ترین شهر آن ویلنیوس است. شهرهای اصلی دیگر، شامل کاوناس، کلایپدا، شولی و پانه‌وژیس می‌شوند. لیتوانیایی‌ها که مردم اصلیِ کشور و اکثریت آن هستند، متعلق به گروه قومی-زبانی بالت‌ها هستند و به زبان لیتوانیایی سخن می‌گویند.
برای هزاران سال، کرانه‌های جنوب‌شرقی دریای بالتیک سکونتگاه قبیله‌های گوناگون بالتیک بود. در دههٔ ۱۲۳۰ میلادی، سرزمین‌های لیتوانی برای نخستین بار توسط میندائوگاس متحد شد که در تاریخ ۶ ژوئیه ۱۲۵۳ پادشاهی لیتوانی را تشکیل داد. گسترش و تثبیت پسین، منجر به ایجاد دوک‌نشین بزرگ لیتوانی شد که در سدهٔ چهاردهم، بزرگ‌ترین کشور اروپا شد. در سال ۱۳۸۶ میلادی، دوک‌نشین بزرگ وارد یک اتحاد شخصی دفاکتو با تاج پادشاهی لهستان شد. دو کشور در سال ۱۵۶۹ با یکدیگر متحد شدند و کنفدراسیونِ مشترک‌المنافع لهستان–لیتوانی را تشکیل دادند که یکی از بزرگ‌ترین و مرفه‌ترین کشورهای اروپا شد. مشترک‌المنافع، نزدیک دو سده دوام آورد تا زمانی که کشورهای همسایه به مرور آن را میان سال‌های ۱۷۷۲ و ۱۷۹۵ تجزیه کردند و امپراتوری روسیه بیشتر قلمروی لیتوانی را ضمیمه کرد.
به دنبال جنگ جهانی اول، لیتوانی در سال ۱۹۱۸ اعلام استقلال کرد و جمهوری مدرن لیتوانی بنیان‌گذاری شد. در جنگ جهانی دوم، لیتوانی توسط شوروی در سال ۱۹۴۰، سپس آلمان نازی و دوباره در سال ۱۹۴۴ توسط شوروی اشغال شد. مقاومت مسلحانه ضد اشغال شوروی تا دههٔ ۱۹۵۰ ادامه داشت. در ۱۱ مارس ۱۹۹۰، یک سال پیش از فروپاشی رسمی اتحاد جماهیر شوروی، لیتوانی نخستین جمهوری شوروی بود که با اعلام بازگرداندن استقلال خود از آن جدا شد.
لیتوانی یک کشور توسعه‌یافته با درآمد بالا و اقتصاد پیشرفته است و رتبهٔ بالایی در شاخص توسعه انسانی دارد. لیتوانی در زیرساخت دیجیتال، آزادی رسانه و رضایت رتبه‌های بالایی دارد. لیتوانی عضو سازمان ملل، اتحادیه اروپا، شورای اروپا، شورای کشورهای دریای بالتیک، منطقه یورو، بانک سرمایه‌گذاری نوردیک، صندوق بین‌المللی پول، توافق‌نامه شنگن، ناتو، سازمان توسعه و همکاری اقتصادی و سازمان تجارت جهانی است. لیتوانی همچنین در قالب همکاری منطقه‌ای نوردیک-بالتیک هشت شرکت می‌کند.

## تاریخ

### تاریخ نخستین و قبیله‌های بالتیک
تاریخ لیتوانی به سکونت‌گاه‌هایی بازمی‌گردد که حدود ۱۰٬۰۰۰ سال پیش پایه‌گذاری شده‌اند. نخستین انسان‌ها پس از آخرین عصر یخبندان در سرزمین لیتوانی ساکن شدند، از جمله فرهنگ‌های کوندا، نمان و ناروا. آن‌ها شکارچیانی کوچ‌رو بودند. در هزاره هشتم پیش از میلاد، آب‌ و هوا گرم‌تر شد و جنگل‌ها پدید آمدند. ساکنان سرزمین امروزی لیتوانی کمتر سفر می‌کردند و به شکار محلی و گردآوری خوراک و همچنین ماهی‌گیری در آب‌های شیرین روی آوردند. هندواروپاییان، که در هزاره سوم تا دوم پیش از میلاد به این منطقه رسیدند، با جمعیت بومی درآمیختند و قبایل گوناگون بالتیک را شکل دادند. بالت‌ها با امپراتوری روم روابط فرهنگی و سیاسی نزدیکی نداشتند اما از طریق جاده کهربا روابط تجاری خود را حفظ کرده بودند.
از سدهٔ نهم تا یازدهم میلادی، بالت‌های ساکن در کرانه‌ها، تحت تهاجم‌های وایکینگ‌ها قرار داشتند. لیتوانی بیشتر از دو بخش فرهنگی گوناگون ساخته شده بود: ژمایتیا، که به‌خاطر خاک‌سپاری‌های اسکلت‌دارِ آغاز دوره میانه شناخته می‌شود، و در خاور، اوکشتایتیا یا لیتوانی مرکزی، که به خاک‌سپاری با سوزاندن پیکر در همان زمان نام‌آور است. این سرزمین دورافتاده بود و برای بیگانگان، از جمله بازرگانان، دل‌چسب نبود؛ همین جدایی باعث شد تا زبان، فرهنگ و باورهای بومی‌اش شکل ویژه‌ای پیدا کند و پیوستن آن به روندهای همگانی اروپا دیرتر رخ دهد. سنت‌ها و اسطوره‌های پاگان لیتوانیایی در کنار عناصر باستانی تا زمانی طولانی حفظ شدند. پیکر پادشاهان تا پیش از گرویدن به مسیحیت، سوزانده می‌شد.

### پادشاهی لیتوانی، دوک‌نشین بزرگ لیتوانی و مشترک‌المنافع لهستان-لیتوانی

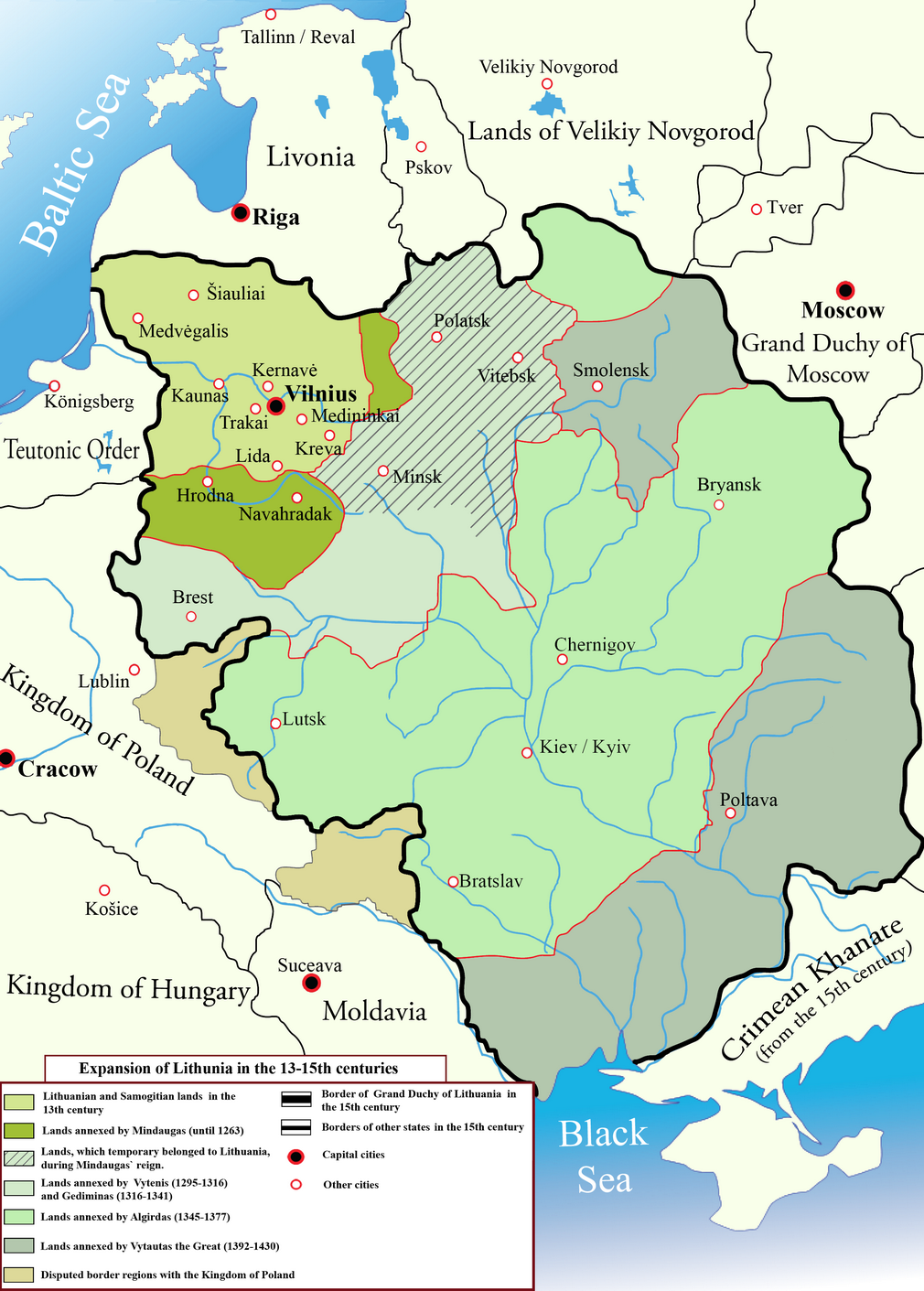
تغییرات در قلمروی لیتوانی از سده سیزدهم تا پانزدهم. لیتوانی در اوج خود، بزرگ‌ترین کشور اروپا بود.

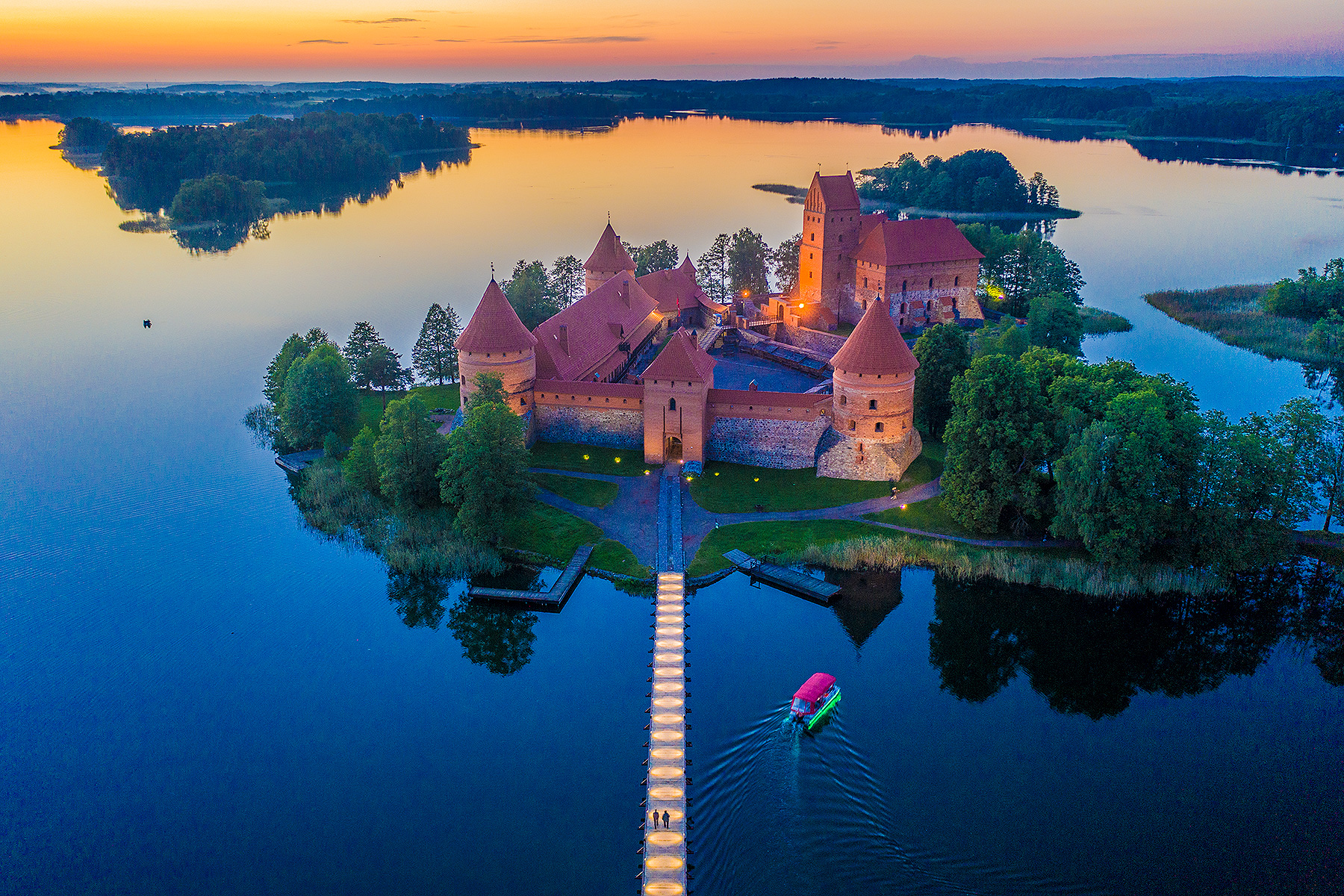
قلعه جزیره تراکای، اقامتگاه پیشین دوک‌های بزرگ. تراکای پایتخت دولت قرون وسطایی بود.

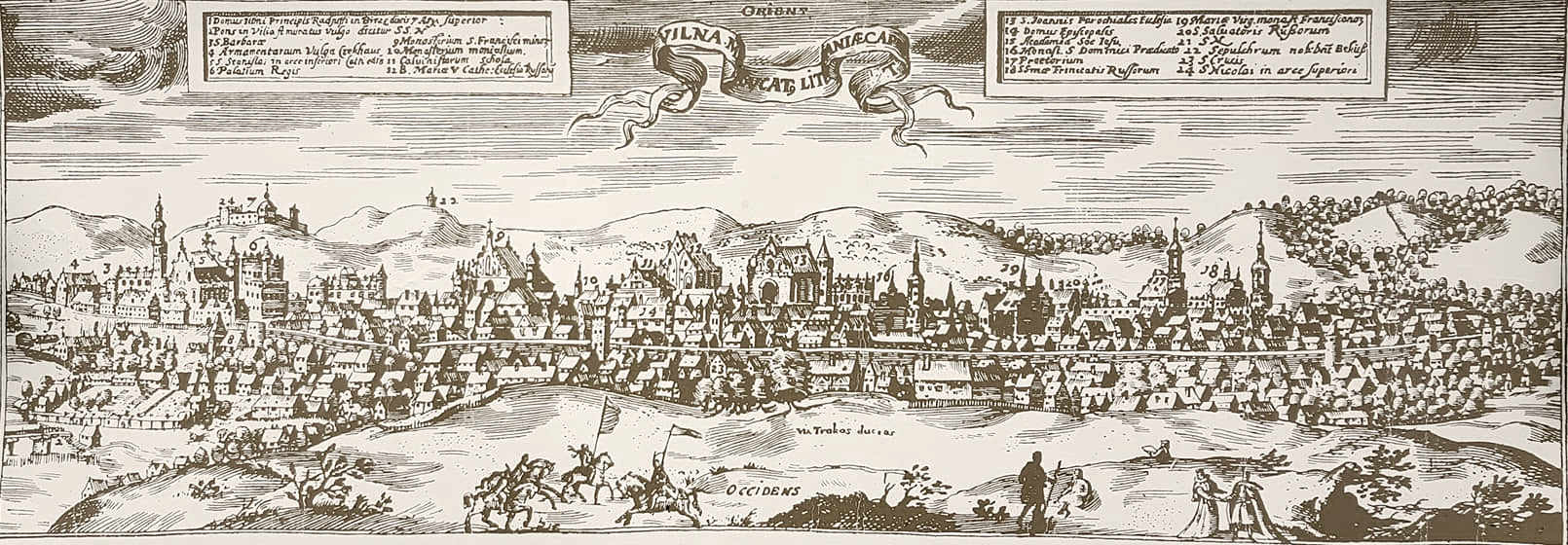
پانوراما از ویلنیوس در سال ۱۶۰۰.

نخستین سابقه نوشتاری که به نام کشور لیتوانی اشاره می‌کند، به سال ۱۰۰۹ میلادی بر می‌گردد. میندائوگاس در برابر تهدید آلمانی‌ها در جریان جنگ صلیبی لیوونی، در میانهٔ سدهٔ سیزدهم بخش زیادی از قبایل بالیتک را یکپارچه نمود و دولت لیتوانی را بنیان نهاد. او در سال ۱۲۵۳ به عنوان پادشاه کاتولیک لیتوانی تاج‌گذاری کرد. افزون بر این، مینداوگاس با به‌کارگیری قلمروی ناتوان‌شدهٔ روس کی‌یف به دلیل حملهٔ مغولان، روتنیای سیاه را به قلمروی لیتوانی افزود. پس از ترور مینداوگاس در ۱۲۶۳، لیتوانی که دین و آیین پاگان داشت، هدف جنگ صلیبی توسط شوالیه‌های تتونیک و شوالیه‌های لیوونی قرار گرفت. ترایدنیس در طول فرمانروایی خود از ۱۲۶۹ تا ۱۲۸۲ تمام سرزمین‌های لیتوانی را دوباره یکپارچه کرد و در کنار دیگر قبیله‌های بالتیک علیه صلیبیان به موفقیت نظامی دست یافت اما موفق نشد به پروسی‌ها در خیزش بزرگ یاری‌رسانی کند. اقامتگاه اصلی ترایدنیس در کرناوه بود.
از اواخر سدهٔ سیزدهم، اعضای دودمان گدیمینید بر لیتوانی فرمان راندند. دوک بزرگ گدیمیناس یک پادشاهی موروثی را تثبیت کرد و در نامه‌هایش شهر ویلنیوس را به عنوان پایتخت برگزید. لیتوانی مسیحی شد و سرزمین‌های اسلاوهای شرقی — مانند شاهزاده‌نشین‌های مینسک، کی‌یف، پولوتسک، ویتبسک، اسمولنسک و دیگر مناطق — را به قلمروی خود افزود و به این ترتیب دوک‌نشین بزرگ لیتوانی را به‌طور چشمگیری گسترش داد، به‌طوری که در نیمهٔ نخست سدهٔ چهاردهم مساحت آن به حدود ۶۵۰ هزار کیلومتر مربع رسید. تا پایان سدهٔ چهاردهم میلادی، لیتوانی بزرگ‌ترین کشور در اروپا بود. در سال ۱۳۸۵ میلادی، لیتوانی با لهستان از طریق اتحاد کروو یک اتحادیه دودمانی تشکیل داد. تا سدهٔ پانزدهم، اعضای پدرتباری از دودمان حاکم گدیمینیدهای لیتوانی، بر لیتوانی و لهستان و همچنین بر مجارستان، کرواسی، بوهم و مولداویا حکومت می‌کردند. جنگ‌ها با دولت شوالیه‌های تتونیک در ۱۴۰۹-۱۴۱۱ و ۱۴۲۲ با پیمان ملنو به پایان رسیدند.

## زبان
زبان لیتوانیایی یکی از زبان‌های هندواروپایی و از شاخه زبان‌های بالتیک است. این زبان با الفبای لاتین نوشته می‌شود و ۳۲ حرف دارد. این زبان همچنین بسیار به زبان لتونیایی نزدیک است.
زبان‌های شاخه بالتیک ویژگی‌های زیادی از زبان اصلی هندواروپاییان را حفظ کرده‌اند و به این خاطر همانندی‌های زیادی با زبان‌های باستانی هندواروپایی هم‌چون اوستایی و سانسکریت از خود نشان می‌دهند.
پیش از سده ۱۶ که نخستین آثار ادبی به زبان لیتوانیای منتشر شد، زبان نوشتاری اصلی در این منطقه لاتین بود و آثار زیادی به زبان لاتین در سرزمین لیتوانی نوشته می‌شد. در لیتوانی کلمات بر اساس مؤنث یا مذکر بودن جداسازی می‌شوند.
در حال حاضر در دانشگاه شهر ویلنیوس لیتوانی زبان فارسی و عربی تدریس می‌شود و حدوداً ۲۸ دانشجو فارغ‌التحصیل شده‌اند.

## سیاست

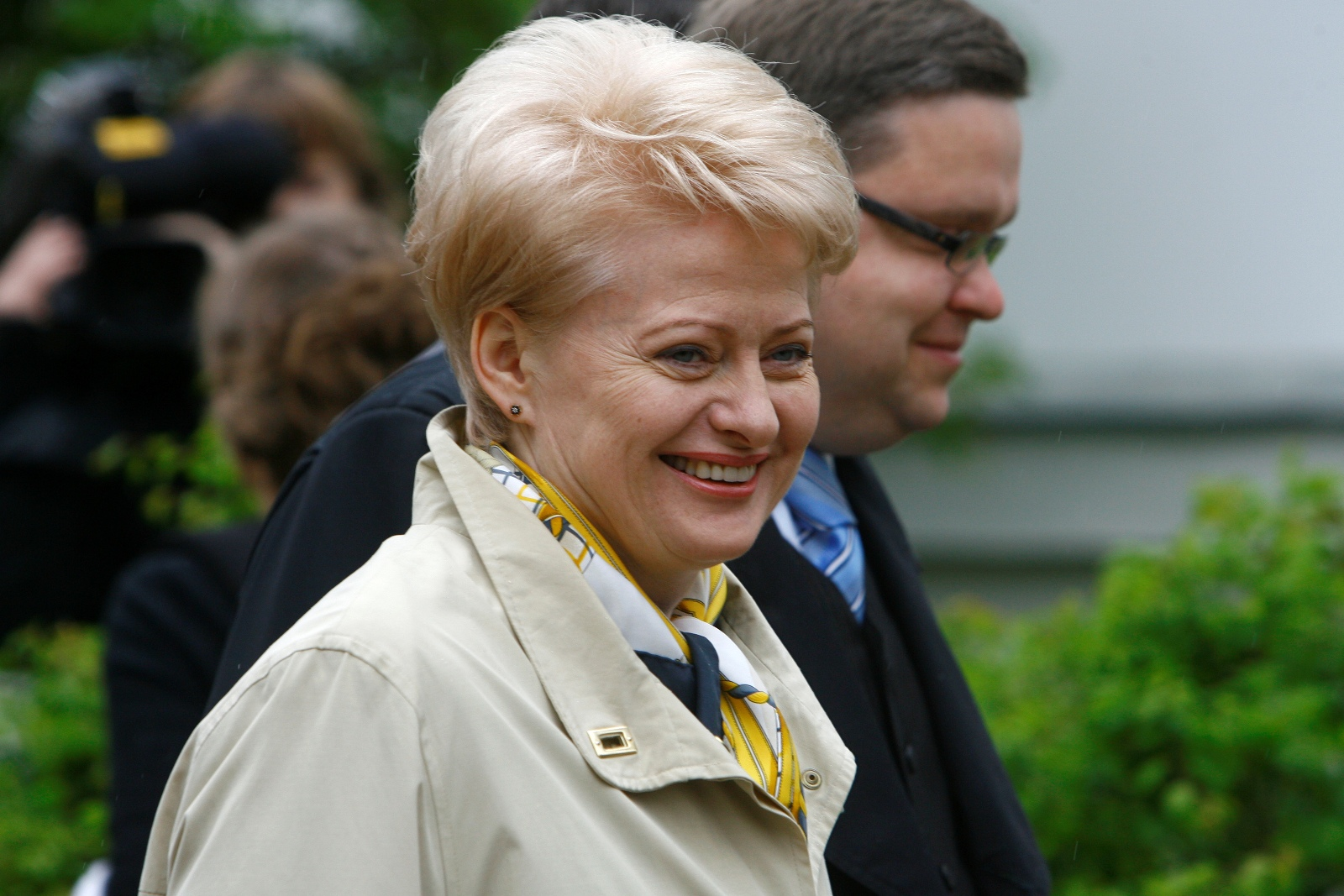
دالیا گریبائوسکایته از ۱۲ ژوئیه ۲۰۰۹ رئیس‌جمهور لیتوانی بوده است.

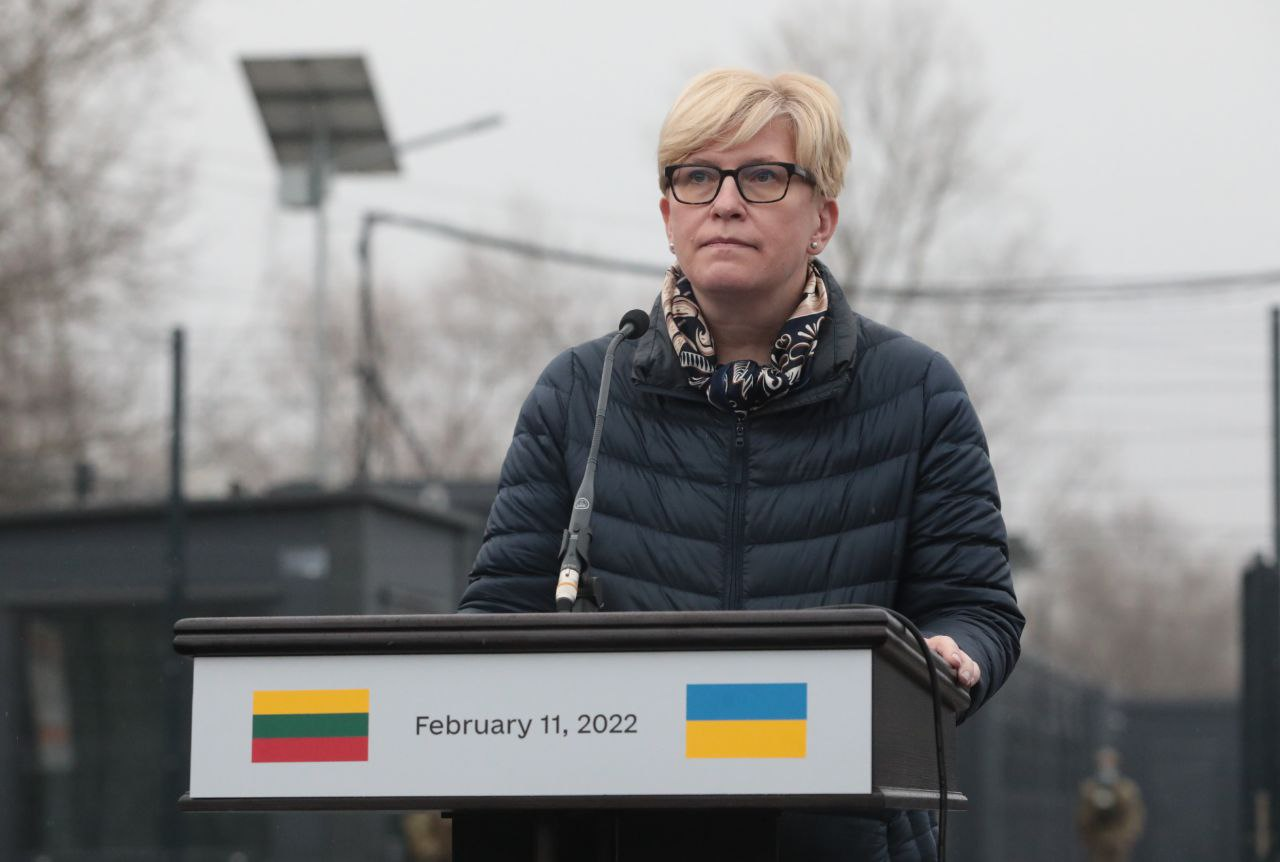
سخنرانی اینگریدا سیمونیت نخست‌وزیر لیتوانی در لوهانسک

نوع حکومت لیتوانی جمهوری چند حزبی با یک مجلس قانونگذاری می‌باشد.
در لیتوانی رئیس‌جمهور با رای مستقیم مردم برای دوره‌ای ۵ ساله انتخاب می‌شود. پست رئیس‌جمهوری بیشتر تشریفاتی است و رئیس‌جمهور مسئول سیاست‌های خارجی کشور است. نخست‌وزیر قدرت اجرایی را در دست دارد، او رئیس کابینه دولت و از سوی مجلس انتخاب می‌شود.
مجلس لیتوانی ۱۴۱ کرسی دارد که برای دوره‌ای چهار ساله انتخاب می‌شوند.
رولانداس پاکساس سال ۲۰۰۳ به عنوان رئیس‌جمهور لیتوانی انتخاب شد اما یک سال بعد به عنوان اولین رئیس دولت اروپایی به اعطای تابعیت غیرقانونی به یک تاجر روسی در ازای دریافت پول متهم شد و پس از استیضاح برکنار شد.
دالیا گریبائوسکایته رئیس‌جمهور کنونی کشور لیتوانی، در انتخابات ریاست جمهوری ۱۲ ژوئیه سال ۲۰۰۹ با کسب اکثریت آرا به پیروزی رسیده است و نخستین رهبر زن در این کشور شد. گریبائوسکایته پنجمین رئیس‌جمهور لیتوانی از زمان استقلال این کشور از شوروی سابق در سال ۱۹۹۰ است. نزدیک‌ترین رقیب وی آلگیرداس بوتکویسیوس ۵۳ ساله از جناح سوسیال دموکرات که سابقاً وزیر بود، با کسب ۱۱٫۸۵ درصد آرا در جایگاه دوم ایستاد و شکست خود را پذیرفت. «بانوی آهنین» لیتوانی دالیا گریبائوسکایته برای بار دوم نیز در سال۲۰۱۴ رئیس‌جمهور لیتوانی شد.
نقش اصلی رئیس‌جمهور لیتوانی اجرا سیاست‌های خارجی است و گریبائوسکایته در کارزار انتخاباتی خود گفت که می‌خواهد لحن سخت گذشته را که اغلب نسبت به مسکو اتخاذ شده، نرم کند. وی می‌گوید الگوی سیاسی وی مارگارت تاچر، نخست‌وزیر پیشین انگلیس است.

## جغرافیا
لیتوانی از شمال با کشور لتونی، از جنوب شرقی با کشور بلاروس و از جنوب غربی با کشور لهستان و همسایه است. در غرب این کشور دریای بالتیک قرار دارد.
لیتوانی در لبه دشت شمال اروپا قرار گرفته است. سطح سرزمین آن توسط حرکات آرام و سنگین یخچال‌های طبیعی آخرین عصر یخبندان هموار شده است. لیتوانی متشکل است از جلگهٔ کم‌ارتفاعی که دارای دریاچه‌های فراوان است و رشته‌های یخ‌رُفت در آن امتداد دارد. از دریاچه‌های مهم می‌توان به دریاچه ویشتیتیس اشاره کرد.
رودهای مهم آن نمانوس (نمان)، و ویلنیا، و بلندترین نقطه لیتوانی تپه آوکشتویاس با ارتفاع ۲۹۴ متر است که در بخش شرقی کشور قرار دارد. نزدیک به ۳۳ درصد از این کشور را منطقه‌ای جنگلی و نیمه‌جنگلی پوشش می‌دهد.
آب و هوا در نقاط مختلف لیتوانی متفاوت است. در مناطق غربی ملایم و معتدل است و در مناطق شرقی تنوع دمایی بسیار است.
نواره کورونی زبانه‌ای ماسه‌ای از خشکی که در دریای بالتیک واقع شده و بخش جنوبی آن در استان کالینینگراد کشور روسیه و بخش شمالی آن در کشور لیتوانی قرار دارد جزو میراث‌های جهانی یونسکو است. نواره کورونی بلندترین تپه ماسه‌ای اروپا را در خود جای داده که میانگین بلندی آن‌ها ۳۵ متر است اما بلندای برخی از این تپه‌های ماسه‌ای به ۶۰ متر هم می‌رسد. شهر کلایپدا، بندر اصلی آب گرم لیتوانی در دهانه باریکی از تالاب کورونی واقع شده که مردابی کم‌عمق است که تا جنوب کالینینگراد ادامه می‌یابد. رود نمانوس و شاخه‌های آن محموله‌های بین‌المللی را از این بندر حمل می‌کنند.

## تقسیمات کشوری
نام هر استان با نام شهری که مرکز آن استان است، یکی می‌باشد.
بزرگ‌ترین و پرجمعیت‌ترین استان نیز، استان ویلنیوس می‌باشد. کشور لیتوانی به ده استان، تقسیم شده است. استان‌های لیتوانی، خود به شصت شهرستان تقسیم می‌شوند.

## شهرهای مهم
شهر ویلنیوس پایتخت و بزرگ‌ترین شهر لیتوانی و دومین شهر آن کاوناس است. بندر مهم کلایپدا سومین شهر این کشور است. پلانگاه شهر فستیوالی و برگزارکننده سالانه حدوداً۱۰۰ مسابقه و جشن است.

## اقتصاد
مهم‌ترین شرکای اقتصادی لیتوانی در زمینهٔ صادرات و واردات طی سال‌های گذشته را کشورهای روسیه، لتونی، آلمان، لهستان، استونی، بلاروس و هلند تشکیل می‌دهند.
لیتوانی همچنین به دلیل برخورداری از اسکلهٔ مجهز بندری کلایپدا (با ظرفیت اسمی ۴۰ الی ۴۵ میلیون تن در سال) و موقعیت جغرافیایی خاص این کشور در کنار دریای بالتیک، نقش ترانزیتی مهمی بین اروپای شرقی و غربی ایفاء می‌کند. صادرات لیتوانی را بعضی تولیدات معدنی، تجهیزات مکانیکی، الکتریکی و شیمیایی، پارچه، مواد غذایی و صنایع چوبی و مبلمان تشکیل می‌دهد. در مقابل نیز اقلامی چون بعضی تولیدات معدنی، تجهیزات و ماشین آلات، تجهیزات حمل و نقل، پارچه و مواد فلزی وارد می‌کند.
سوئدبانک یکی از بزرگ‌ترین بانک‌های خرده‌فروشی در لیتوانی و لتونی و همچنین استونی است.
ترابری این کشور بر اساس استاندارد اتحادیه اروپا است و دارای دو راهگذر حمل و نقل بین‌المللی، سه فرودگاه بین‌المللی، راه‌آهن متصل به اروپا، بالاترین ظرفیت بندر آزاد در دریای بالتیک است. در لیتوانی ۹ منطقه صنعتی و دو منطقه آزاد مناطق اقتصادی برای فعالیت‌های تجاری اختصاص یافته است.
لیتوانی در اواخر سال ۲۰۰۹ تنها نیروگاه هسته‌ای خود را که در نزدیکی ویزاگیناس در شمال شرقی این کشور واقع شده‌بود تعطیل کرد. تعطیلی این نیروگاه یکی از شروط لیتوانی برای ورود به اتحادیه اروپا در سال ۲۰۱۴ بود
لیتاس واحد پول لیتوانی بود. نام ایزوی ۴۲۱۷ لیتاس، LTL است و مخفف آن نیز Lt می‌باشد. هر لیتاس معادل ۱۰۰ سنت بود. از ژانویه۲۰۱۵ واحد پول لیتوانی به یورو تغییر کرد.

### بیشترین صادرات کشور لیتوانی
صادرات لیتوانی را بیشتر تولیدات معدنی، تجهیزات مکانیکی، الکتریکی و شیمیایی، پارچه، مواد غذایی و صنایع چوبی و مبلمان چوبی تشکیل می‌دهد.

### بیشترین واردات کشور لیتوانی
واردات کشور لیتوانی را بیشتر تجهیزات و ماشین آلات، تجهیزات حمل و نقل، پارچه و مواد فلزی تشکیل می‌دهد.

### صنایع عمده کشور لیتوانی
لیتوانی یکی از کشورهای باسرعت اینترنت بالا در جهان است، بیشتر مناطق این کشور تحت پوشش اینترنت پرسرعت هستند و در بسیاری از مراکز عمومی همچون فروشگاه‌های بزرگ، دانشگاه‌ها، مدارس و مرکز تفریحی و خدماتی اینترنت رایگان برای استفاده عموم وجود دارد.
همچنین صنایع عمده لیتوانی در زمینه تولید ماشین آلات و تجهیزات، تولیدات مبلمان، تعمیر و نصب ماشین آلات و تجهیزات، تولید مواد اولیه، تولید تجهیزات الکترونیکی، تولید محصولات اولیه داروسازی و ترکیبات دارویی بود. علاوه بر این صنایع شیمیایی، آرایشی، روغنی، موتورهای الکتریکی، تجهیزات فلزی، تصفیه نفت، ساخت کشتی‌های کوچک، تجهیزات کشاورزی، فرآوری غذایی و سنگ‌های قیمتی و زینتی مثل کهربا از جمله صنایع دیگر لیتوانی می‌باشند.

### مهم‌ترین تولیدات کشور لیتوانی
مهم‌ترین تولیدات کشاورزی لیتوانی عبارتند از سیب زمینی، نیشکر، سبزیجات، غلات و فراورده‌های دامی و مهم‌ترین تولیدات صنعتی عبارتند از منسوجات، مبلمان، ماشین آلات کشاورزی، لوازم خانگی، کشتی و شناورهای کوچک. تعداد نیروی کار در این کشور بیش از دو میلیون نفر است.
تفاهمنامهٔ همکاری بین اتاق‌های بازرگانی ایران و لیتوانی در تابستان ۱۳۹۰ در تهران بین رؤسای اتاق‌های بازرگانی دو کشور به امضاء رسیده است. در حال حاضر به‌طور متوسط حجم تبادل تجاری بین دو کشور بالغ بر ۵ میلیون دلار می‌باشد.

## مردم
| قومیت‌های ساکن لیتوانی (سال ۲۰۱۲) | قومیت‌های ساکن لیتوانی (سال ۲۰۱۲) | قومیت‌های ساکن لیتوانی (سال ۲۰۱۲) | قومیت‌های ساکن لیتوانی (سال ۲۰۱۲) | قومیت‌های ساکن لیتوانی (سال ۲۰۱۲) |
| -------------------------------- | -------------------------------- | -------------------------------- | -------------------------------- | -------------------------------- |
|                                  |                                  |                                  |                                  |                                  |
| لیتوانیایی                       | لیتوانیایی                       |                                  | ۸۳٫۷٪                            | ۸۳٫۷٪                            |
| لهستانی                          | لهستانی                          |                                  | ۶٫۶٪                             | ۶٫۶٪                             |
| روس                              | روس                              |                                  | ۵٫۳٪                             | ۵٫۳٪                             |
| بلاروس                           | بلاروس                           |                                  | ۱٫۳٪                             | ۱٫۳٪                             |
| غیره                             | غیره                             |                                  | ۲٫۶٪                             | ۲٫۶٪                             |

بیش از هشتاد و سه درصد مردم این کشور تبار لیتوانیایی دارند.
در لیتوانی چهار گروه از مردمان لیتوانیایی زندگی می‌کنند که عبارتند از «اوکشتای‌چیای» ساکن منطقه شمال لیتوانی، «ژمای‌چیای» ساکن غرب لیتوانی، «زوکای» ساکن جنوب شرق لیتوانی و گروه کوچک «سووال‌کیای» که بیشتر در منطقه جنوب غرب لیتوانی زندگی می‌کنند. بیشتر مردم لیتوانی مسیحی هستند و ۷۹ درصد به کلیسای کاتولیک رومی تعلق دارند.
جمهوری لیتوانی در نظر دارد تا ابتدای سال ۲۰۱۵ میلادی به جذب مهاجر خارجی ادامه دهد. این کشور به دلیل مواجه شدن با کمبود نیروی متخصص و ماهر و سرمایه‌گذار خارجی شرایط اقامتی را بر اساس مصوبه پارلمانی، از سال ۲۰۰۸ میلادی به مدت ۷ سال تسهیل کرده است. بر این اساس شهروندان خارجی که با هدف سرمایه‌گذاری وارد این کشور شوند، می‌توانند پس از گذشت پنج سال درخواست اقامت دائم بدهند و شهروند لیتوانی شوند. در قانون مهاجرت لیتوانی تصریح شده که اولویت جذب مهاجر از کشورهای بلاروس، اوکراین، مولداوی و کشورهای منطقه قفقاز جنوبی است، با این حال شمار زیادی از شهروندان کشورهای آسیایی و آفریقایی نیز به این کشور مهاجرت کرده‌اند.

بر اساس آمار مرکز مهاجرت لیتوانی از سال ۲۰۰۴ میلادی تا سال ۲۰۱۲ میلادی ۲۳۷ هزار نفر این کشور را ترک کرده‌اند و در مقابل بیش از ۶۶ هزار نفر موفق به دریافت اقامت در لیتوانی شده‌اند.

## فرهنگ
ورزش بسکتبال از جایگاه بالایی در این کشور برخوردار است که نماد آن هم تیم ورزشی معروف لیتوانی در دوره کمونیستی به نام تیم ژالگیریس می‌باشد.
«کریستیان دون لایتیس» نویسنده و ادیب معروف لیتوانیایی قرن هفدهم است و کتاب وی به نام «سال» (Metai) که در آن چهار فصل سال و همچنین نحوه زندگی مردم مناطق روستایی را بیان شده یکی از متون ادبی مهم لیتوانی به‌شمار می‌رود. نمایندگان ادبیات سده بیستم لیتوانی یوزاس توماس-وایژگانتاس، آنتاناس ویه‌نولیس، برنارداس برازدژیونیس، ویتاوتاس ماچرنیس، و یوستیناس مارکین‌کویچیوس هستند.

از کارگردانان نام‌آور هنر تئاتر در لیتوانی می‌توان «اوسکاراس کوروشونوواس» را نام برد.

موسیقی سنتی لیتوانی ریشه‌ای کهن دارد و به بازمانده‌های دوران پیش از مسیحیت و کهن‌تر از آن در آن بجا مانده است. امروزه همسرایی به صورت گروه کر در لیتوانی از اهمیت زیادی برخوردار است.
موزه هنر لیتوانی که در سال ۱۹۳۳ بنیاد شده بزرگ‌ترین موزه این کشور است. از دیگر موزه‌های مهم لیتوانی می‌توان به موزه کهربای پالانگا اشاره کرد.
مردم لیتوانی دارای فرهنگی سنتی هستند و بیش از ۳۵ نوع ورزش و رقص محلی در شهرهای مختلف لیتوانی وجود دارد که نمایانگر آیین و سنن مردم لیتوانی است.